# Клён мелкоцветковый
Клён мелкоцветковый (лат. Acer micranthum; яп. コミネカエデ, коминэкаэдэ) — вид деревьев рода Клён семейства Сапиндовые.

## Ареал
Этот вид клёнов является эндемиком Японии и естественно произрастает на островах Хонсю, Кюсю и Сикоку.

## Описание
Маленькое, иногда кустарниковидное дерево, достигающее 6—10 м в высоту с тонкими изогнутыми ветвями.
Кора вначале гладкая и покрыта полосатым рисунком, у взрослых деревьев становится грубой и тускло-серой. Побеги и зимние почки тёмно-пурпурно-красные.
Листья 4—10 см длиной и 2—8 см шириной, пальчатые, с пятью глубоко вырезанными лопастями, с длинными вытянутыми концами и двупильчатыми краями и отдельными пучками оранжево-красных волосков на главных жилках у основания листа. Длина черешка от 2 до 5 см. Листья красные при распускании весной и вновь становятся красными осенью.
Цветы собраны в метёлки 4—10 см длиной. У цветка пять жёлтых или зелёно-жёлтых чашелистиков и лепестков, диаметр отдельного цветка 4 мм. Это дерево двудомно, мужские и женские цветы появляются на разных растениях. Цветёт в начале лета.
Плод — парная крылатка с двумя округлыми орешками, длина орешка с крылышком 1,5—2 см, крылышки расположены в крылатке почти горизонтально.

## Систематика
Клён мелкоцветковый относится к секции Macrantha, называемой также змеекорыми клёнами. Наиболее близким к этому виду является Клён Чоносукэ, который сменяет Клён мелкоцветный севернее и в горах Японии. Эти клёны имеют очень схожую форму листьев.

## Использование
Клён мелкоцветковый иногда выращивают как декоративное дерево в садах Европы и Северной Америки.

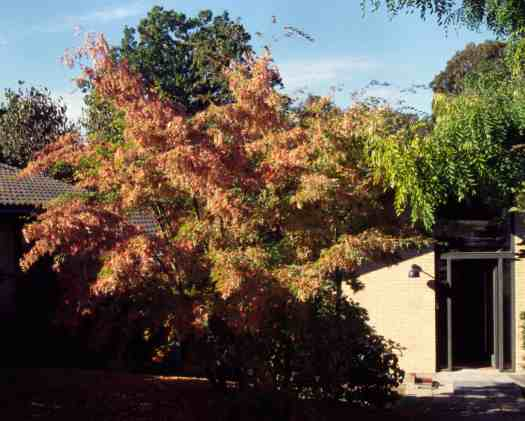
Выращенное дерево, Дания
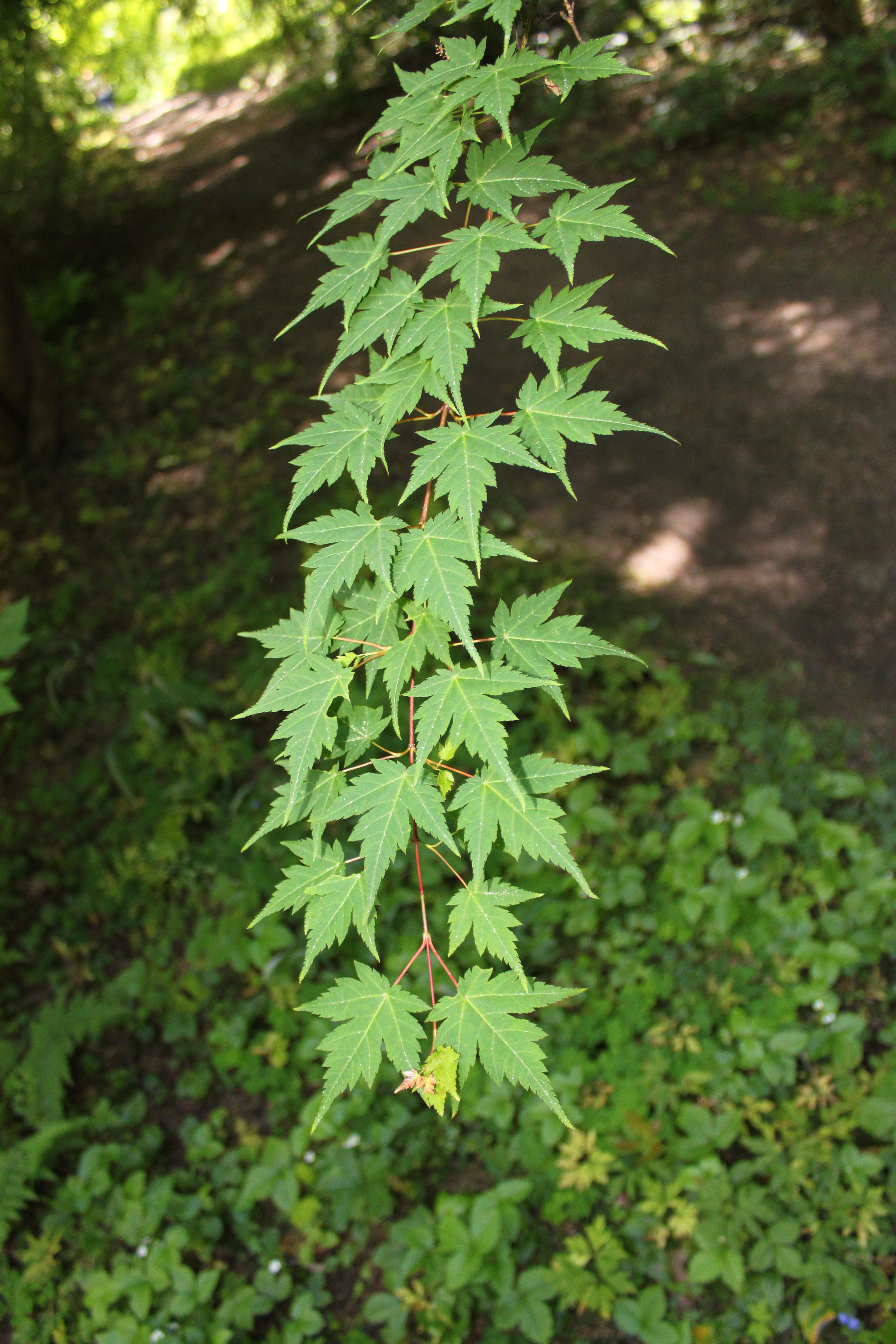
Листва мелкоцветкового клёна
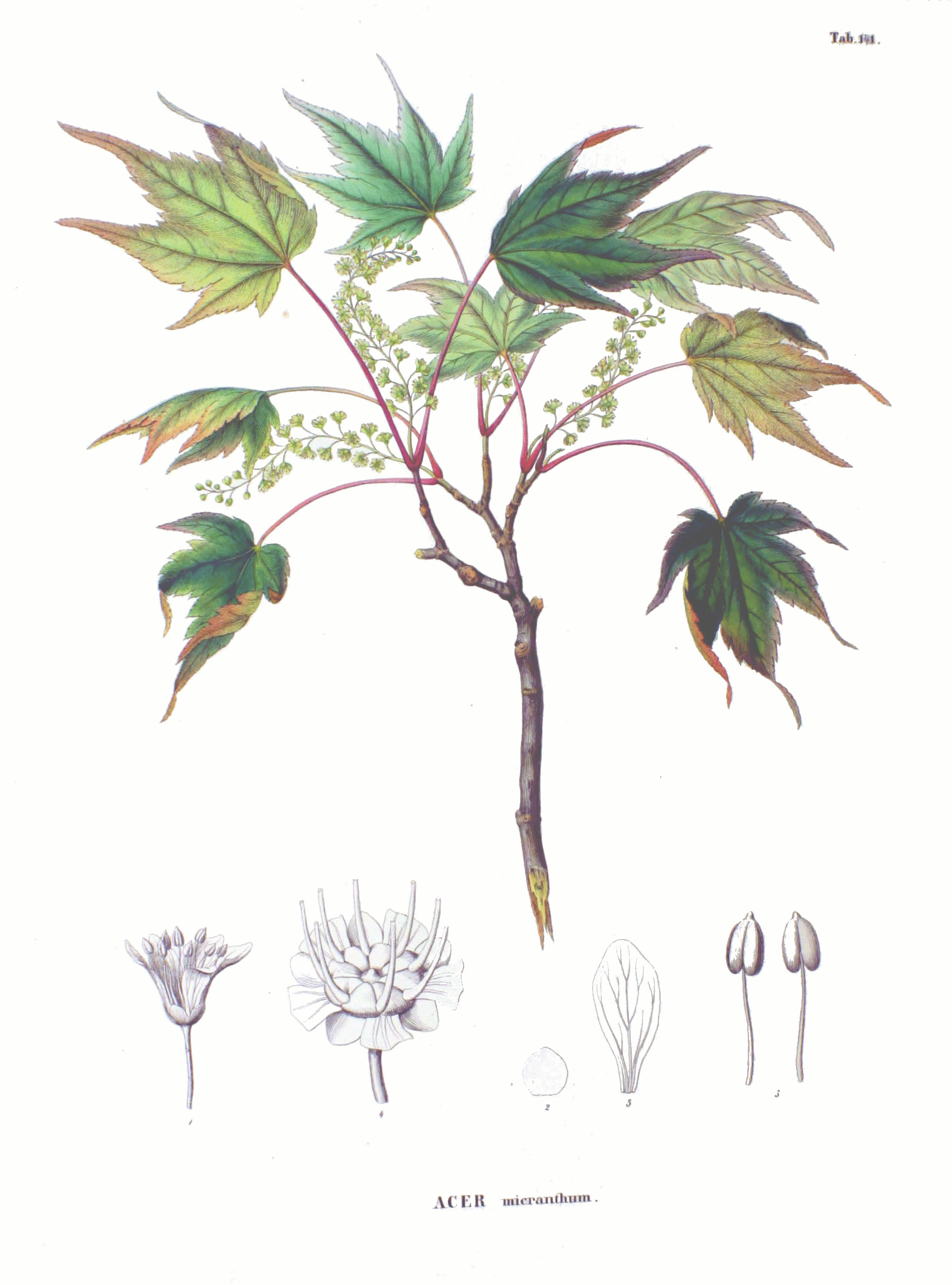
Иллюстрация Siebold & Zuccarini